# بیمارستان جناح
 درمانگاه جناح  نام درمانگاهی است در بخش جناح شهرستان بستک در غرب استان هرمزگان در جنوب ایران، این درمانگاه  در شهر جناح واقع شده‌است. درمانگاهی دو طبقه‌ای ودارای چند واحد درمانی است.این درمانگاه به همت یکی از خیرین این شهر به نام حاج عقیل عباسی ساخته شده است. این درمانگاه به همکاری دکتران، سید عبدلمجید خادمی و محمد امین پوریوسف ساخته شده است.

## تأسیس
«درمانگاه جناح » در سال ۱۳۸۴ خورشیدی با ظرفیت ۴۰ تخت ثابت تأسیس شده‌است، و در حال حاضر ۲۰ تخت دارد .  

## تخصصها
تخصصها وبخش‌های موجود در این بیمارستان عبارت‌اند از:
- داخلی .
- اورژانس
- رادیولوژی
- آزمایشگاه
- قسمت زایشگاه جداگانه‌است.
- بستری مردان *بستری زنان *بستری اطفال است

## منبع
- د. علی، بن معیوف، حسن،. (العلاج فی محافظة هرمزجان و دول الخلیج)  ج۱. چاپ وانتشار سال ۱۹۹۸ میلادی.